# Cariera Cociulia
Cariera Cociulia este un monument al naturii de tip geologic sau paleontologic în raionul Cantemir, Republica Moldova. Este amplasat la 1 km nord de satul Cociulia. Are o suprafață de 1 ha conform legii ariilor protejate, sau 2,2 ha conform unor măsurări mai recente (2016). Obiectul este administrat de primăria satului Cociulia.
În acest afloriment sunt prezente depozite aluviale alcătuite preponderent din nisip mărunt de culoare galben-deschis, cunoscute ca aluviuni de Carbalia și atribuite pliocenului inferior. Aici au fost identificate rămășițe scheletice de iepure (Allilepus lascarevi), hiparion (Hipparion sp.), cămilă (Paracamelus alexejevi), cerbi de talie mică (Cervus cf. perrieri, Procapreolus sp.) ș.a.; toate aceste animale fac parte din Complexul faunistic Moldovian, caracteristic pliocenului inferior din Moldova.
Zona prezintă interes pentru corelări geologice și faunistice în cadrul pliocenului inferior din Moldova și alte regiuni europene.
Obiectivul a fost luat sub protecția statului prin Hotărîrea Sovietului de Miniștri al RSSM din 8 ianuarie 1975 nr. 5, iar statutul de protecție a fost reconfirmat prin Legea nr. 1538 din 25 februarie 1998 privind fondul ariilor naturale protejate de stat. Deținătorul funciar al monumentului natural era, conform legii din 1998, Întreprinderea Agricolă „Patria”, dar între timp acesta a trecut la balanța primăriei satului.
Conform situației din anul 2016, aria naturală nu are un panou informativ instalat și nici borne care ar delimita hotarele obiectului protejat.